# Суровцово (Вологодская область)
Суровцово — деревня в Тотемском районе Вологодской области.
Входит в состав Толшменского сельского поселения, с точки зрения административно-территориального деления — в Никольский сельсовет.
Расстояние по автодороге до районного центра Тотьмы — 106 км, до центра муниципального образования села Никольское — 6 км. Ближайшие населённые пункты — Галкино, Лобаново, Синицыно, Терентьевская, Трызново.
По переписи 2002 года население — 4 человека.
В 1999 году деревня была внесена в реестр населённых пунктов области под названием Суровцево. Изменение в реестр внесено в 2001 году.